# Леђуно
Леђуно (итал. Leggiuno) је насеље у Италији у округу Варезе, региону Ломбардија.
Према процени из 2011. у насељу је живело 3022 становника. Насеље се налази на надморској висини од 243 м.

## Становништво
Према резултатима пописа становништва 2011. у општини је живело 3.571 становника.
| 1931. | 1936. | 1951. | 1961. | 1971. | 1981. | 1991. | 2001. | 2011. |
| ----- | ----- | ----- | ----- | ----- | ----- | ----- | ----- | ----- |
| 2.149 | 1.826 | 1.951 | 2.362 | 2.817 | 3.011 | 2.878 | 2.863 | 3.571 |